# Friedrich Hermann
Friedrich Hermann (1873 - 30 de diciembre de 1967) fue un botánico y profesor alemán.

## Algunas publicaciones

### Libros
- 1912.  Fam. Asilidae. Ed. E.Karras. 275 pp.leer
- 1912.  Flora von Deutschland und Fennoskandinavien sowie von Island und Spitzbergen. Ed. T. O. Weigel, Leipzig. 524 pp. leer
- 1947.  Stefan George und Hugh von Hofmannsthal. Dichtung und Briefwechsel. Ed. W. Classen, Zúrich. 94 pp.
- 1956.  Flora von Nord- und Mitteleuropa. xi + 1.154 pp.

- La abreviatura «F.Herm.» se emplea para indicar a Friedrich Hermann como autoridad en la descripción y clasificación científica de los vegetales.[1]

## Fuente
- Zander, R; Fritz Encke, Günther Buchheim, Siegmund Seybold (eds.). Handwörterbuch der Pflanzennamen. 13. Auflage. Ulmer Verlag, Stuttgart 1984, ISBN 3-8001-5042-5